# 1735 au théâtre
| Années du théâtre : 1732 - 1733 - 1734 - 1735 - 1736 - 1737 - 1738    |
| Décennies du théâtre : 1700 - 1710 - 1720 - 1730 - 1740 - 1750 - 1760 |

## Pièces de théâtre représentées
- 9 mai : La Mère confidente, comédie de Marivaux, Paris, Comédiens-Italiens.
- 14 octobre : Les acteurs déplacés ou L'amant comédien, comédie de Thomas L'Affichard, Paris, Théâtre-Français[1].

## Naissances
- 7 novembre : Jean-Baptiste Guignard dit Clairval, comédien, chanteur et librettiste français, mort le 26 janvier 1797.
- 15 novembre : Johann Christian Brandes, auteur dramatique et comédien allemand, mort le 10 novembre 1799.
- 17 novembre : Antoine-Alexandre-Henri Poinsinet, dramaturge et librettiste français, mort le 7 juin 1769.
- Date précise inconnue ou non renseignée :
  - Barbe-Marguerite Henry, dite Madame Cénas, actrice française, active en Suède, morte après au théâtre.

## Décès
- 28 décembre : Paul Poisson, acteur français, né en 1658.